# Ytre Oppedal
Ytre Oppedal är en by i Gulens kommun i Vestland fylke i västra Norge. Byn ligger på södra sidan av Sognefjorden. Här finns ett färjeläge där Europaväg 39 genom en färjeförbindelse ansluter mot Lavik på andra sidan Sognefjorden.